# MRPS22
La proteína ribosomal mitocondrial S22 de la subunidad pequeña 28S, es una proteína que en humanos está codificada por el gen MRPS22 ubicado en 3q23.
Las proteínas ribosómicas mitocondriales de los mamíferos están codificadas por genes nucleares. Ayudan en la síntesis de proteínas dentro de la mitocondria. Los ribosomas mitocondriales (mitorribosomas) de los mamíferos consisten en una subunidad pequeña de 28S y una subunidad grande de 39S. Tienen una composición estimada de 75 % de proteína ARNr, en comparación con los ribosomas de los procariotas, en los cuales esta relación se invierte. Otra diferencia entre los mitorribosomas de mamíferos y los ribosomas de procariotas es que estos últimos contienen un 5S ARNr. Entre las diferentes especies, las proteínas que comprenden el mitorribosoma difieren mucho en la secuencia y, a veces, en las propiedades bioquímicas, lo que impide un fácil reconocimiento por homología de secuencia. Este gen codifica una proteína de las subunidad 28S que no parece tener una contraparte en los ribosomas de procariotas y fúngicos-mitocondriales. Este gen yace telomérico y se transcribe en la dirección opuesta del gen L2 de la familia de proteínas FOX (de forkhead box): caja de forkhead. Un pseudogen correspondiente a este gen se encuentra en el cromosoma Xq.